# 島倉信
島倉 信（しまくら しん、1945年 - ）は、日本の工学者。プロネッツグループ電磁環境科学研究所所長・千葉大学名誉教授、工学博士（名古屋大学）。専門は電気工学で、千葉大学退官後の現在は「自然災害軽減のための電磁界技術および災害に強い通信システムの開発」をテーマに様々な問題に取り組んでいる。

## 略歴
- 1968年 金沢大学工学部電気工学科卒業。
- 1970年 金沢大学大学院工学研究科電気工学専攻(修士課程)修了。
- 1973年 名古屋大学大学院工学研究科電気工学専攻(博士課程)満了。日本学術振興会奨励研究員。
- 1974年 千葉大学工業短期大学部電気工学科助手。
- 1976年 千葉大学工学部講師。
- 1988年 千葉大学工学部助教授。
- 1988年 千葉大学工学部教授。
- 1998年 千葉大学総合情報処理センター長。
- 2001年 千葉大学総合メディア基盤センター長。
- 2004年 千葉大学大学院自然科学研究科長。
- 2004年 千葉大学退官・千葉大学名誉教授。

## リンク（出典）
- プロネッツグループ電磁環境科学研究所のHP